# Aristolochia luzmariana
Aristolochia luzmariana är en piprankeväxtart som beskrevs av F. J. Santana-michel. Aristolochia luzmariana ingår i släktet piprankor, och familjen piprankeväxter. Inga underarter finns listade i Catalogue of Life.